# Mírovka (Havlíčkův Brod)
Mírovka (do roku 1947 Frýdnava, německy Friedenau) je vesnice, část okresního města Havlíčkův Brod. Nachází se asi 4 km na jihovýchod od Havlíčkova Brodu. Prochází tudy železniční trať Havlíčkův Brod - Veselí nad Lužnicí. V roce 2009 zde bylo evidováno 152 adres. V roce 2001 zde žilo 358 obyvatel.
Mírovka je také název katastrálního území o rozloze 6,18 km2.

## Název
Do roku 1947 nesla obec název Frýdnava. Německá varianta byla Friedenau.

## Historie
První písemná zmínka o vesnici pochází z roku 1382.
V letech 1961–1976 k vesnici patřily Bartoušov a Vysoká.

## Další fotografie

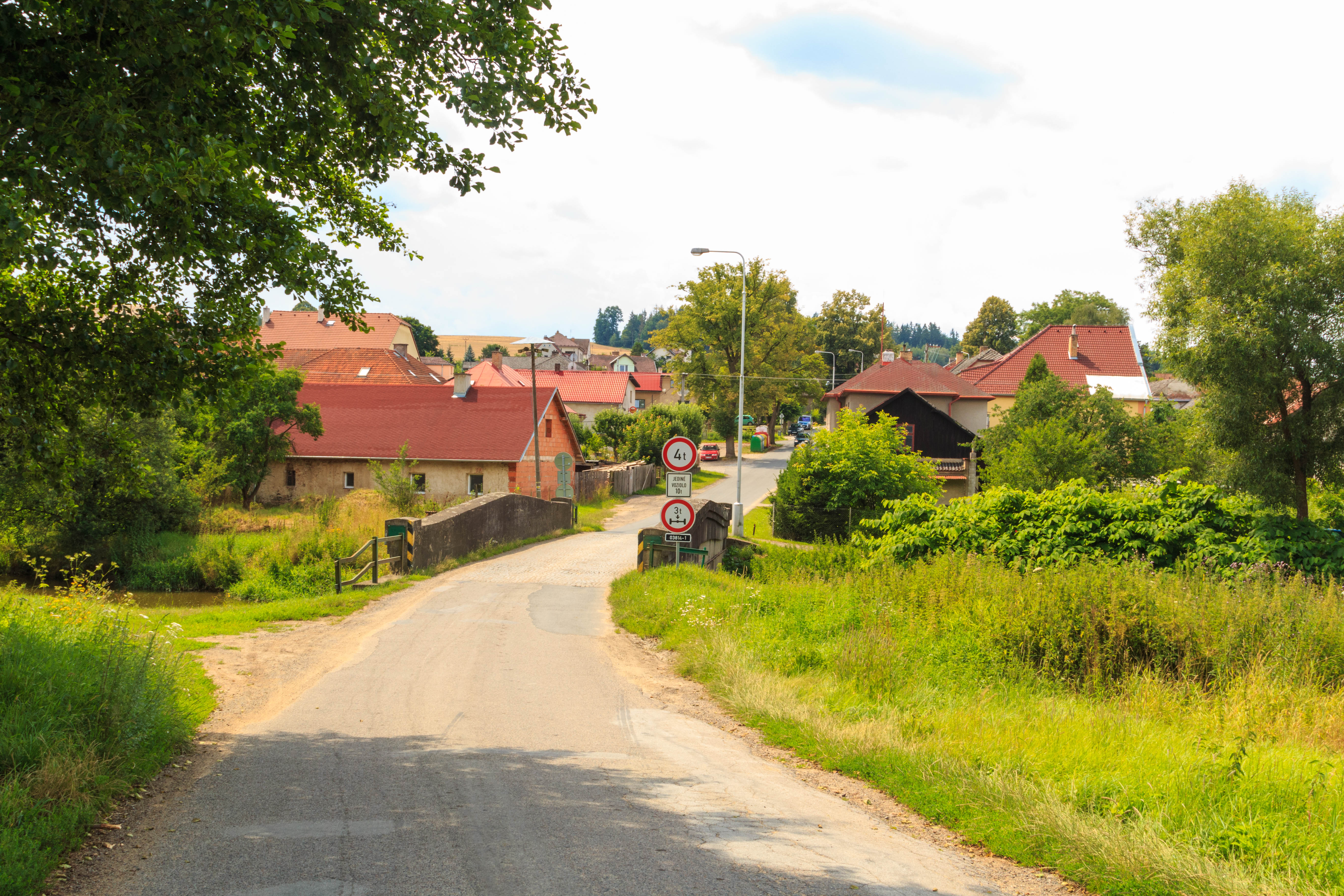
Mírovka - most
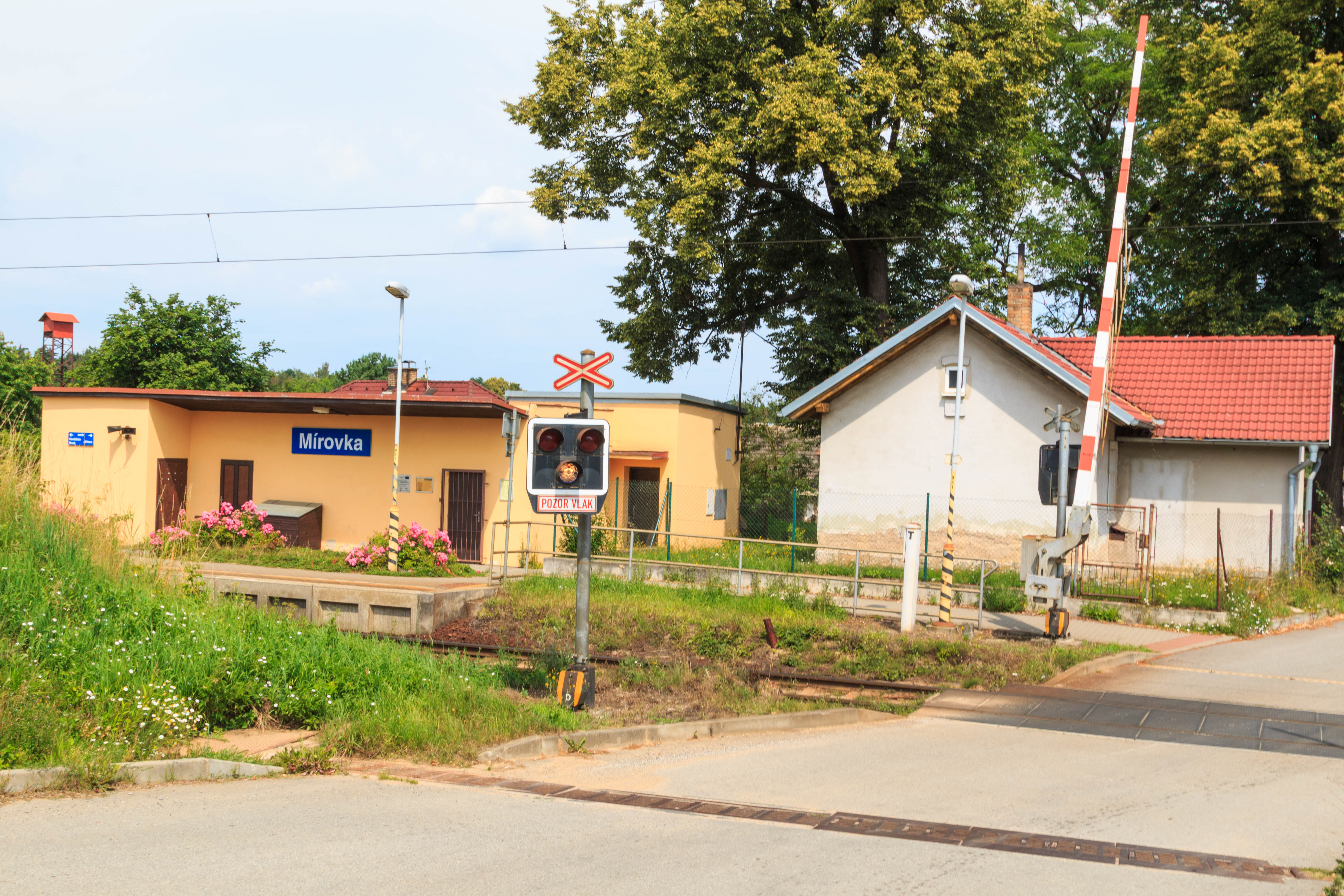
Mírovka - vlaková zastávka
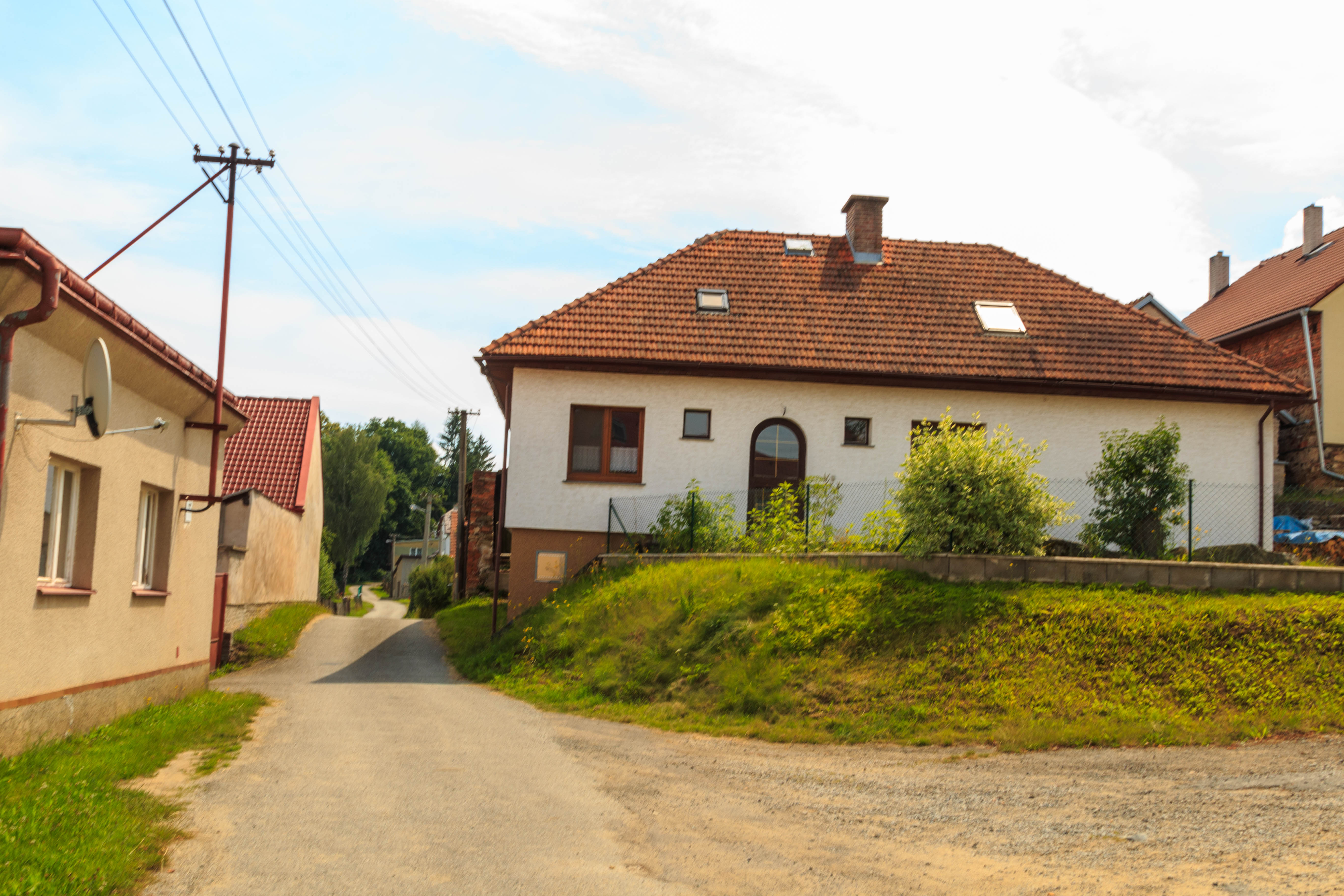
Mírovka - čp. 9
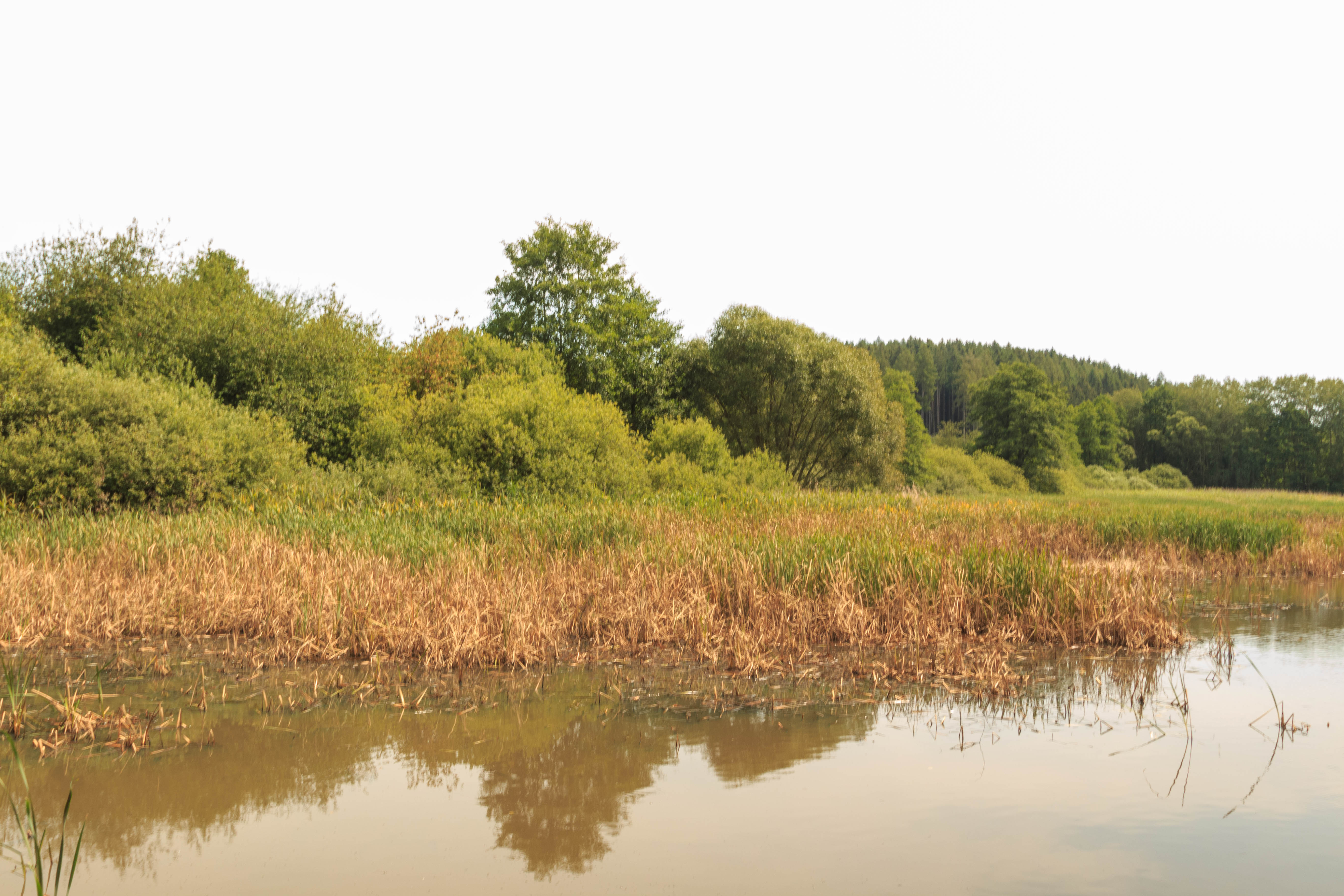
Mírovka - Návesní rybník